# ヴィルジニア・デ・メディチ
ヴィルジニア・デ・メディチ（Virginia de' Medici, 1568年5月29日 - 1615年1月15日）は、モデナ及びレッジョ公チェーザレ・デステの妃。
トスカーナ大公コジモ1世と、愛妾カミッラ・マルテッリの娘として生まれた。1586年2月6日にチェーザレと結婚。10子を生んだ。
- ジューリア（1588年 - 1645年）
- アルフォンソ3世・デステ（1591年 - 1644年）
- ルイージ（1593/94年 - 1664年）　モンテッキオ及びスカンディアーノの僭主
- ラウラ（1594年 - 1630年）
- カテリーナ（1595年 - 1618年）
- イッポーリト（1599年 - 1647年）
- ニッコロ（1601年 - 1640年）
- ボルソ（1605年 - 1657年）
- フォレスト（1606年 - 1639/40年）
- アンジェラ（? - 1651年）　尼僧

ヴィルジニアは晩年は精神病に苦しみ、1615年に亡くなったのち、モデナのサン・ヴィンチェンツォ教会に葬られた。